# ТЭЦ Секерки
ТЭЦ Секерки — теплоэлектроцентраль в южной части польской столицы Варшавы. Крупнейшая ТЭЦ Польши.
В 1961–1962 годах на площадке ТЭЦ ввели в эксплуатацию шесть турбин: одну конденсационную TK-50 мощностью 50 МВт и пять теплофикационных TC-30 мощностью по 30 МВт. Станция имела центральную котельную с четырьмя паровыми котлами OP-230 производства компании Rafako (Рацибуж). При электрической мощности 200 МВт ТЭЦ могла поставлять потребителям 522 МВт тепловой энергии.
В 1971 году для покрытия пиковых нагрузок в отопительный период установили три водогрейных котла Rafako WP-120 мощностью по 140 МВт (получили обозначения К5, К6 и К7). Ещё один угольный котёл Rafako WP-200 мощностью 233 МВт смонтировали в 1982 году (К16). В середине 1970-х на станции установили мазутные водогрейные котлы — два PTWM-100 (К8 и К9) и два PTWM-180 (К12 и К13).
В 1974–1978 годах ТЭЦ усилили четырьмя энергоблоками. Котлы для всех поставила Rafako: три типа ОР-430 (К10, К14 и К15) и один типа ОР-380 (К11). С первыми работали теплофикационные турбины 13P110 мощностью по 105 МВт (теплова мощность блока — 190 МВт), а с котлом К11 соединили турбину 13UK-125 (теплова мощность — 175 МВт).
В 1993 году турбину № 1 модернизировали до теплофикационного варианта TUK-50.
В 2007 и 2009 годах модернизировали турбины № 9 и № 10 с увеличением выработки электроэнергии.
В 2015 году котёл К-1 переоборудовали по технологии BFB-185 (котёл с псевдоожиженным кипящим слоем) и перевели на сжигание биомассы.
По состоянию на начало 2000-х годов из эксплуатации уже вывели турбину № 4 (ТС-30 мощностью 30 МВт), а к середине 2010-х демонтировали мазутные котлы PTWM-180. На данный момент электрическая мощность станции составляет 622 МВт, тепловая — 2014 МВт.
В 2009 году на ТЭЦ запустили резервуар-аккумулятор горячей воды объёмом 30,4 тыс. м³. Он позволяет снизить использование водогрейных котлов и покрывать пиковые нагрузки энергией, выработанной когенерационным методом.
Каменный уголь доставляется на ТЭЦ железнодорожным транспортом.
Продукты сгорания удаляются через три дымовые трубы: одну высотой 120 метров (построена в 1961 году) и две по 200 метров (1972 и 1977 годы). В 2009 году возвели две новые трубы высотой 170 и 200 метров, после чего демонтировали две старые.
Забор воды для охлаждения осуществляется из Вислы.
Связь с энергосистемой осуществляется по ЛЭП, рассчитанной на напряжение 110 кВ.